# Шаменов, Асылбек Омирбекулы
Асылбек Омирбекулы Шаменов (род. 8 июля 1978 года, Жалагашский район, Кызылординская область, Казахская ССР, СССР) — казахский политический и государственный деятель. Аким Кызылорды с 28 апреля 2022 года по  10 янв. 2024 г.

## Биография
Асылбек Омирбекулы Шаменов родился 8 июля 1978 года в Жалагашском районе Кызылординской области. Получил три образования – в 1999 году окончил Казахский национальный педагогический университет по специальности «Международный туризм», в 2004 и 2014 годах – Кызылординский государственный университет имени Коркыт ата, по специальностям «Освоение газовых и нефтяных месторождений» и «Техника и технологии».
Работать Шеменов начал после получения первого образования в 1999 году. По 2007 год он был менеджером ТОО «Кызылорда интеграция», с 2007 по 2012 годы занимал должности в областных управлениях Государственного архитектурно-строительного контроля, энергетики и жилищно-коммунального хозяйства, позже, в 2012, стал заместителем начальника Управления энергетики и жилищно-коммунального хозяйства Кызылординской области, являлся заместителем акима Кызылорды. С мая 2018 года по март 2020 года работал начальником Управления мобилизационной подготовки Кызылординской области, а 19 марта 2020 года стал акимом родного Жалагашского района Кызылординской области. 28 апреля 2022 года перешёл на должность акима Кызылорды.